# Miss Costa Rica 2015
Miss Costa Rica 2015 fue la 60° edición del certamen Miss Costa Rica, que se llevó a cabo por cuarto año consecutivo en el Estudio Marco Picado el viernes 7 de agosto de 2015 a las 8 p. m. (UTC-6). Donde 9 candidatas de distintas regiones del país compitieron por la corona. Al final del certamen Karina Ramos, Miss Costa Rica 2014 coronó Brenda Castro como su sucesora. Además Brenda obtuvo el derecho de representar a Costa Rica en el Miss Universo 2015.
El certamen tuvo como lema "Viva La Belleza". Tuvo como temática las mariposas y el programa tuvo escenografía relacionada con la naturaleza esto atribuyente a la naturaleza que hay en Costa Rica.

## Resultado
| Título               | Candidata                          | Candidata                          | Candidata                          |
| -------------------- | ---------------------------------- | ---------------------------------- | ---------------------------------- |
| Miss Costa Rica 2015 | - Brenda Castro Limón — Guápiles   | - Brenda Castro Limón — Guápiles   | - Brenda Castro Limón — Guápiles   |
| 1 Finalista          | - Nicole Carboni San José — Escazú | - Nicole Carboni San José — Escazú | - Nicole Carboni San José — Escazú |
| 2 Finalista          | - Ivonne Cerdas San José — Hatillo | - Ivonne Cerdas San José — Hatillo | - Ivonne Cerdas San José — Hatillo |

## Premios especiales
Las candidatas se enfrentaron en distintos retos donde se premiarón a las ganadoras. Estos retos son de los distintos patrocinadores del certamen.
| Premio                       | Candidata ganadora    |
| ---------------------------- | --------------------- |
| Desafío L'Bel                | — Angélica Solano     |
| Mi look Ecológico            | — Kimberly Richardson |
| Chica IN SIMAN               | — Ashley Heinschik    |
| Mi Comercial h5              | — Brenda Castro       |
| Mejor selfie Huawei          | — Marcela Ureña       |
| Impresionanos con tu Talento | — Nicole Carboni      |

## Proceso de Inscripción
Se realizó a partir del 1 de marzo de 2015 hasta el 30 de abril de 2015, todas las chicas que cumplan con los requisitos planteados por la Organización Miss Costa Rica pueden inscribirse de ese proceso saldrán las alrededor de 60 mujeres que pasaran a la Competencia Preliminar.

## Competencia Preliminar
Fue una ceremonia privada donde alrededor de las 60 precandidatas fueron evaluadas por un panel de jueces determinado por la Organización Miss Costa Rica. Una de los jurados fue la actual Miss Costa Rica 2014 Karina Ramos

## Noche Final
Se llevó a cabo el viernes 7 de agosto de 2015 a las 8:00 p. m. de la hora local, donde se dará a conocer la ganadora tras las distintas pruebas por las que deberán pasar.

### Presentadores
La noche final será conducida por 4 presentadores costarricenses se dividirán en principales y backstage.

Principales: Se encargarán de dirigir desde el inicio hasta el final del show y se encargarán de anunciar las posiciones y la ganadora del certamen.
- Randall Vargas: Presentador y periodista deportivo participó como conductor del programa Dancing with the star Costa Rica
- Shirley Álvarez: Presentadora y reina de belleza participó en Dancing with the stars Costa Rica como presentadora además participó en Bailando por un sueño como famosa participante además fue presentadora backstage en Miss Costa Rica 2014

Backstage:
- Boris Sosa: Actor participó en la película costarricense Maikol Yordan de Viaje Perdido y también participó en Tu cara me suena.
- María González: Expresentadora del programa de Teletica RG Elementos.

### Jurado
La Organización Miss Costa Rica dio a conocer el jurado encargado de puntuar a las candidatas en la noche final.
- Sergio Arce: Jefe de información de Teletica.com
- Vanessa Fumero: Dermatóloga.
- Hernán Binaghi: Gerente de hotel.

### Entretenimiento
Los artistas que se presentaran el certamen se darán a conocer en la noche final. El único artista que confirmó su presencia fue:
- Pedro Capmany: Cantante costarricense.
- Joaquin Yglesias: Cantante costarricense.

## Candidatas
Las candidatas se escogerán de acuerdo a la ronda de inscripción, para luego pasar a la ronda preliminar y luego a la ronda final. Este proceso se hará de acuerdo a la decisión de la Organización Miss Costa Rica, cada candidata representará a su ciudad natal.
| Candidata           | Edad | Estatura (m) | Ciudad Natal             | Provincia |
| ------------------- | ---- | ------------ | ------------------------ | --------- |
| Kimberly Richardson | 24   | 1,83         | San José                 | San José  |
| Brenda Castro       | 23   | 1,72         | Guápiles                 | Limón     |
| Nicole Carboni      | 24   | 1,79         | Escazú                   | San José  |
| Marcela Ureña       | 19   | 1,75         | San Isidro de El General | San José  |
| Ivonne Cerdas       | 22   | 1,82         | Hatillo                  | San José  |
| Stephanie Sánchez   | 25   | 1,69         | San Isidro de El General | San José  |
| Ashley Heinschink   | 24   | 1,73         | San José                 | San José  |
| Angélica Solano     | 24   | 1,76         | Limón                    | Limón     |
| Cindy Esquivel      | 25   | 1,68         | San Isidro de El General | San José  |

### Datos acerca de las candidatas
- Nicole Carboni - representante de San José - Es una atleta destacada ganó varias placas y medallas representando a Costa Rica y ganó Miss Teenager 2010.
- Brenda Castro - representante de Limón - ganó Miss Teenager 2011.Cuatro coronas nacionales
- Ivonne Cerdas - representante de San José - fue primera finalista en Miss Costa Rica 2012.
- Cindy Esquivel - representante de San José - participó en Reina Costa Rica Intercontinental 2014.
- Ashley Heinschik - representante de San José - participó en Miss Costa Rica Mundo 2010.
- Kimberly Richardson - representante de San José - es presentadora de televisión y ganó Miss Turismo Costa Rica 2015.
- Stephanie Sánchez - representante de San José - participó en Reina Costa Rica Intercontinental 2014.
- Angélica Solano - representante de Limón - participó en Miss

Mesoamérica Internacional 2014

### Retiros
- Stephanie Rostrán - el día lunes 29 de junio la participante Stephanie Rostrán hace pública su renuncia y retira de forma inmediata a la corona de Miss Costa Rica Universe 2015 por motivos personales, sin embargo se maneja que su retiro se debe a un favoritismo a una candidata que se cree será la ganadora del certamen.[9]

### Otros datos
- Nicole Carboni: tiene ascendencia italiana y francesa.

### Datos de la ganadora
- 26 años llevaba sin ganar una limonense el certamen nacional la última vez fue en 1986.
- Es la cuarta limonense en ganar una corona nacional.
- Es la primera guapileña en ganar el certamen.

## No Participación en Miss Universo
Tras las declaraciones que hizo Donald Trump despectivamente hacia los latinos y a la comunidad mexicana la organización Miss Costa Rica decidió no participar en Miss Universo 2015 ya que iba en contra de la dignidad costarricense. La no participación de Costa Rica en este certamen internacional fue anunciado en el noticiero de Teletica cadena dueña de la franquicia.
En ella mencionaba:
"El concurso ha procurado unir los más diversos países y culturas, ha realizado importantes campañas humanitarias y no ha marginado ninguna concursante por su color de piel, su religión o sus ideas.Por todo esto rechazamos las xenófobas y ofensivas declaraciones del dueño del concurso contra los hermanos mexicanos, y contra todos los latinoamericanos".
Costa Rica realizará el certamen nacional sin embargo, la ganadora no irá al Miss Universo, al menos hasta que Donald Trump se disculpe y retracte por sus fuertes declaraciones.

Organización Miss Costa Rica, decidió enviar a Brenda Castro al Miss Universo 2015 debido a que Donald Trump se desvinculó totalmente del certamen.

## Traje Típico
El traje nacional que llevó Costa Rica al Miss Universo 2016 fue confeccionado por el diseñador costarricense Manuel Mamilo Sancho y hace referencia al Café de Costa Rica el cual ha dado gran desarrollo a la economía del país.

## Resultados Finales
Las candidatas competirán en la noche final en (4 Pruebas) que consisten de la siguiente manera:
- Pregunta de Personalidad
- Prueba en Traje de Baño
- Prueba en Traje de Noche
- Pregunta Final

Durante la gala final los jurados le determinaran un puntaje a las candidatas, la que mayor calificación obtenga logrará ganar la corona y el título de Miss Costa Rica Universo 2015.
| Posición | Provincia | Ciudad Representada      | Candidata           | Entrevista | Traje de Baño | Traje de Noche | Resultado Final |
|          | Limón     | Limón                    | Angélica Solano     |            |               |                |                 |
|          | San José  | San José                 | Ashley Heinschink   |            |               |                |                 |
|          | Limón     | Guápiles                 | Brenda Castro       |            |               |                |                 |
|          | San José  | San Isidro de El General | Cindy Esquivel      |            |               |                |                 |
|          | San José  | Hatillo                  | Ivonne Cerdas       |            |               |                |                 |
|          | San José  | San José                 | Kimberly Richardson |            |               |                |                 |
|          | San José  | San Isidro de El General | Marcela Ureña       |            |               |                |                 |
|          | San José  | Escazú                   | Nicole Carboni      |            |               |                |                 |
|          | San José  | San Isidro de El General | Stephanie Sánchez   |            |               |                |                 |

## Provincias Participantes
| - Provincias participantes: - San José - Limón | - Provincias Retiradas: - Alajuela - Cartago - Heredia | - Provincias sin participación: - Puntarenas - Guanacaste |

## Estadísticas
En el siguiente cuadro se muestra como están dispersadas las coronas ganadas por región.
| Representación      | Coronas Ganadas | Última Corona Ganada |
| ------------------- | --------------- | -------------------- |
| Señorita San José   | 28 Coronas      | 2009                 |
| Señorita Heredia    | 9 Coronas       | 2014                 |
| Señorita Alajuela   | 7 Coronas       | 2012                 |
| Señorita Guanacaste | 6 Coronas       | 2013                 |
| Señorita Cartago    | 5 Coronas       | 2010                 |
| Señorita Limón      | 4 Coronas       | 2015                 |
| Señorita Puntarenas | 2 Coronas       | 1985                 |